# Amur Avia
Amur Avia of Amura Aviakompania is een Russische luchtvaartmaatschappij met haar thuisbasis in Blagovesjtsjensk.

## Geschiedenis
Amur Avia is opgericht in 1993 door de firma Arteli Amur geologen.

## Vloot
De vloot van Amur Avia bestaat uit: (nov.2006)
- 1 Antonov AN-26(A)
- 1 Antonov AN-26B
- 1 Antonov AN-24RV